# ماگدالنا چلتسکا
ماگدالنا چلتسکا (لهستانی: Magdalena Cielecka؛ زادهٔ ۲۰ فوریه ۱۹۷۲) بازیگر اهل لهستان است. وی دانش‌آموختۀ آکادمی ملی هنرهای نمایشی آ.س.ت. در کراکوف است.
از فیلم‌ها یا برنامه‌های تلویزیونی که وی در آن نقش داشته‌است، می‌توان به کارگزار من، دادستان، بدون پنهان‌کاری، شر کمتر، خیوکا، روزگار خوش، درهم‌شکستن محدودیت‌ها، قانون حقیقی، قرارداد، هتل ۵۲، بلفر،کاتین، لیور و ایالات متحده عشق اشاره کرد.